# Muzio Muzii (bibliotecario)

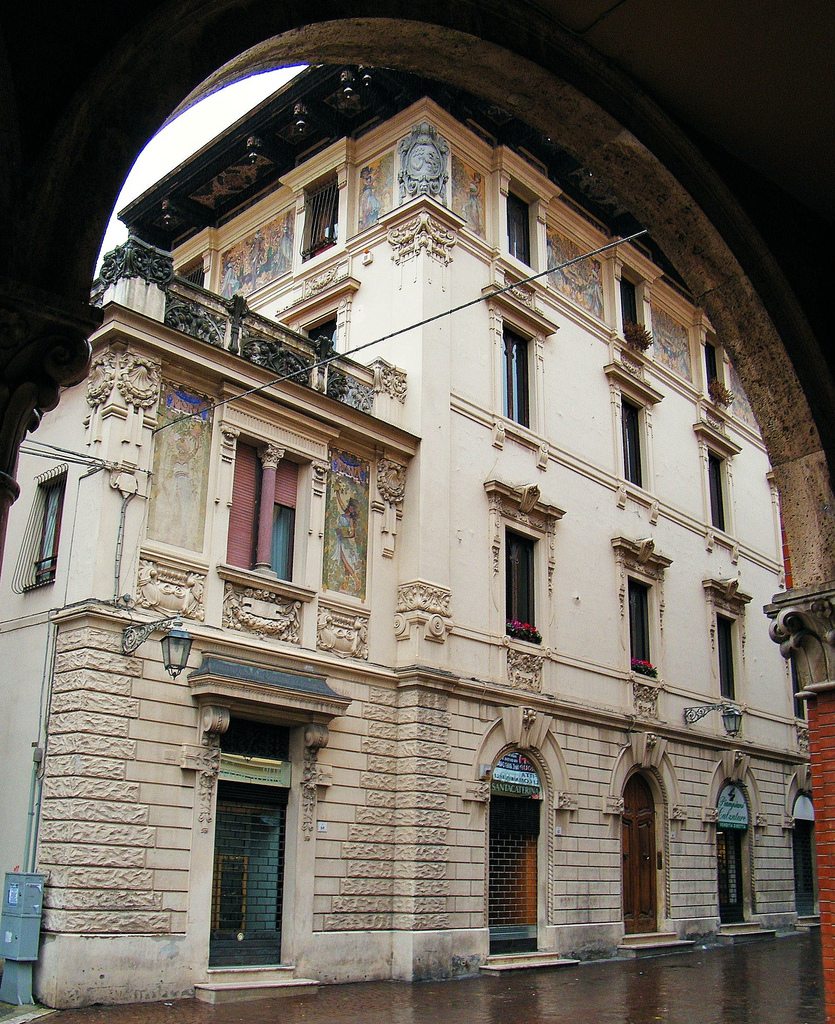
Palazzo Muzii-Castelli (Teramo), sul Corso Vincenzo Cerulli

Muzio Muzii (Campli, 18 giugno 1898 – Teramo, 1971) è stato un bibliotecario, fotografo e storico italiano.

## Biografia
Conseguì una laurea in giurisprudenza all'Università di Roma ed esercitò la professione di avvocato. Come ufficiale dei bersaglieri fu richiamato sia nella prima che nella seconda guerra mondiale, congedatosi poi come maggiore. Nel 1952 prese parte all'Associazione italiana biblioteche (comparendo negli elenchi dei soci fino al 1967 ca.).
Nello stesso anno venne designato direttore della Biblioteca provinciale Melchiorre Dèlfico di Teramo, di cui lasciò la direzione nel 1968.
Per la celebrazione dei cento anni dall'Unità d'Italia si occupò della mostra "Italia '61". Inoltre pubblicò libri a carattere storico riguardo alla città di Teramo nel Risorgimento (Teramo e l'impresa dei Mille, Pescara: Editoriale Trebi, 1961 e Teramo garibaldina, 1965) e a carattere religioso (Gesù il Cristo). Coltivò la fotografia; è l'autore di un fondo fotografico circa attività e luoghi della diocesi. Dal 1959 fu socio ordinario della Deputazione di storia patria per gli Abruzzi.